# Rhabdogyna
Rhabdogyna és un gènere d'aranyes araneomorfes de la subfamília Erigoninae, dins de la família Linyphiidae. Es poden trobar de forma endèmica a Xile.
Fou descrit per primera vegada per Alfred Frank Millidge l'any 1985.

## Llista d'espècies
Segons The World Spider Catalog 12.0:
- Rhabdogyna chiloensis Millidge, 1985
- Rhabdogyna patagonica (Tullgren, 1901) (Espècie tipus)